# Heinz Pelz
Heinz Pelz (* 1959 in Ludwigsburg) ist ein deutscher Maler.
Er studierte von 1979 bis 1986 Malerei an der Staatlichen Akademie der Bildenden Künste in Karlsruhe bei Per Kirkeby. 1980 gründete er zusammen mit Wolf Pehlke, Harald Häuser, Caroline Bittermann, Jürgen Wiesner und Ralf Scherrer die Künstlergruppe Kriegfried.
Heinz Pelz ist künstlerischer Lehrer für Maltechnik, Monumentalmalerei und Digitale Video- und Audioaufnahme und -bearbeitung an der Kunstakademie Karlsruhe und ist mit der Künstlerin Susanne Ackermann verheiratet.

## Auszeichnungen
- 1988 Stipendiat der Kunststiftung Baden-Württemberg
- 1991 Stipendiat der Stiftung Kunstfonds Bonn